# Мултиала, Каарина
Каарина Мултиала (фин. Kaarina Multiala, XVI век) — первая в Финляндии, согласно известным документам, женщина-купец и предприниматель. Жила в Выборге, была вдовой бюргера по имени Эркки Мултиала. Вела торговлю с различными городами, используя для этого собственные корабли. Была в своём городе одним из самых богатых жителей.
В 1549 году она была указана как одна из самых богатых бюргеров в Выборге. В 1551 году, согласно таможенным документам, была владельцем нескольких кораблей. В начале 1560-х годов Мултиала продолжала фигурировать в документами в списке граждан города, которые занимаются торговлей и являются владельцами кораблей.
В середине XVI века основными экспортными товарами для Выборга были смола, сливочное масло, рыба и лён, импорт включал в себя соль, сукно, шёлк, зерно и медь; всеми этими товарами занималась и Мултиала. Известно, что она активно вела торговлю с Ревелем (Таллином) — городом, который входил в Ганзейский союз, а в 1561 года присягнул на верность шведскому королю. Как это нередко бывало в те времена, предприимчивость торговцев нередко вступала в противоречие с интересами государства — и когда был установлен запрет на торговлю Выборга с городами на южном побережье Финского залива, Каарина Мултиала была одной из тех, кто этот запрет нарушал. В 1563 году на неё, как и на нескольких других торговцев, был наложен штраф в размере сорока марок за торговлю с Нарвой (которая в тот период находилась под контролем войск Русского царства, будучи захваченной в 1558 году в самом начале Ливонской войны).
Художественное описание жизни Каарины Мултиала было дано финской писательницей Каари Утрио в романе Kartanonherra ja kaunis Kirstin (с фин. — «Помещик и прекрасная Кристина»), опубликованном в 1968 году. Главную героиню романа ценят и уважают как горожане, так и другие купцы; кроме того, она одновременно является доброжелательной и опытной травницей-целителем.